# العلاقات التوغوية الغانية
العلاقات التوغولية الغانية هي العلاقات الثنائية التي تجمع بين توغو وغانا.

## مقارنة بين البلدين
هذه مقارنة عامة ومرجعية للدولتين:
| وجه المقارنة                                              | توغو            | غانا         |
| --------------------------------------------------------- | --------------- | ------------ |
| المساحة (كم2)                                             | 56.78 ألف       | 238.53 ألف   |
| عدد السكان (نسمة)                                         | 7.80 مليون      | 26.91 مليون  |
| الكثافة السكانية (ن./كم²)                                 | 137.37          | 112.82       |
| العاصمة                                                   | لومي            | أكرا         |
| اللغة الرسمية                                             | لغة فرنسية      | لغة إنجليزية |
| العملة                                                    | فرنك غرب أفريقي | سيدي غاني    |
| الناتج المحلي الإجمالي (بليون دولار)                      | 4.81 مليار      | 47.33 مليار  |
| الناتج المحلي الإجمالي (تعادل القوة الشرائية) بليون دولار | 10.67 مليار     | 115.41 مليار |
| الناتج المحلي الإجمالي الاسمي للفرد دولار أمريكي          | 559             | 1.37 ألف     |
| الناتج المحلي الإجمالي للفرد دولار أمريكي                 | 1.43 ألف        | 4.08 ألف     |
| مؤشر التنمية البشرية                                      | 0.484           | 0.579        |
| رمز المكالمات الدولي                                      | +228            | +233         |
| رمز الإنترنت                                              | .tg             | .gh          |
| المنطقة الزمنية                                           | 00              | 00           |

## منظمات دولية مشتركة
يشترك البلدان في عضوية مجموعة من المنظمات الدولية، منها:
| علم المنظمة | اسم المنظمة                                                | تاريخ انضمام توغو | تاريخ انضمام غانا |
| ----------- | ---------------------------------------------------------- | ----------------- | ----------------- |
|             | وكالة ضمان الاستثمار متعدد الأطراف                         | 15 أبريل 1988     | 29 أبريل 1988     |
|             | الأمم المتحدة                                              | 20 سبتمبر 1960    | 8 مارس 1957       |
|             | العملية المشتركة للاتحاد الأفريقي والأمم المتحدة في دارفور | ?                 | ?                 |
|             | منظمة حظر الأسلحة الكيميائية                               | ?                 | ?                 |
|             | منظمة التجارة العالمية                                     | ?                 | ?                 |
|             | منظمة الشرطة الجنائية الدولية                              | ?                 | ?                 |
|             | الاتحاد الأفريقي                                           | ?                 | ?                 |
|             | البنك الإفريقي للتنمية                                     | ?                 | ?                 |
|             | مؤسسة التنمية الدولية                                      | 21 أغسطس 1962     | 29 ديسمبر 1960    |
|             | يونسكو                                                     | 17 نوفمبر 1960    | 11 أبريل 1958     |
|             | مجموعة دول أفريقيا والكاريبي والمحيط الهادئ                | ?                 | ?                 |
|             | الاتحاد البريدي العالمي                                    | ?                 | ?                 |
|             | البنك الدولي للإنشاء والتعمير                              | 1 أغسطس 1962      | 20 سبتمبر 1957    |
|             | الاتحاد الدولي للاتصالات                                   | 14 سبتمبر 1961    | 17 مايو 1957      |
|             | مؤسسة التمويل الدولية                                      | 4 سبتمبر 1962     | 3 أبريل 1958      |
|             | المركز الدولي لتسوية المنازعات الاستشارية                  | 10 سبتمبر 1967    | 14 أكتوبر 1966    |

## أعلام
هذه قائمة لبعض الشخصيات التي تربطها علاقات بالبلدين:
- إريك أكوتو (لاعب كرة قدم توغولي، 20 يوليو 1980[20] – )
- ريتشموند فورسون (لاعب كرة قدم توغولي، 23 مايو 1980[21] – )
- سيلفانوس أوليمبيو (سياسي توغولي، 6 سبتمبر 1902 – 13 يناير 1963[22])
- ويلسون أكاكبو (لاعب كرة قدم غاني، 10 أكتوبر 1992[23] – )

## وصلات خارجية
- موقع وزارة الخارجية الغانية